# Aloe harlana
Aloe harlana är en grästrädsväxtart som beskrevs av Gilbert Westacott Reynolds. Aloe harlana ingår i släktet Aloe och familjen grästrädsväxter. Inga underarter finns listade i Catalogue of Life.

## Bildgalleri

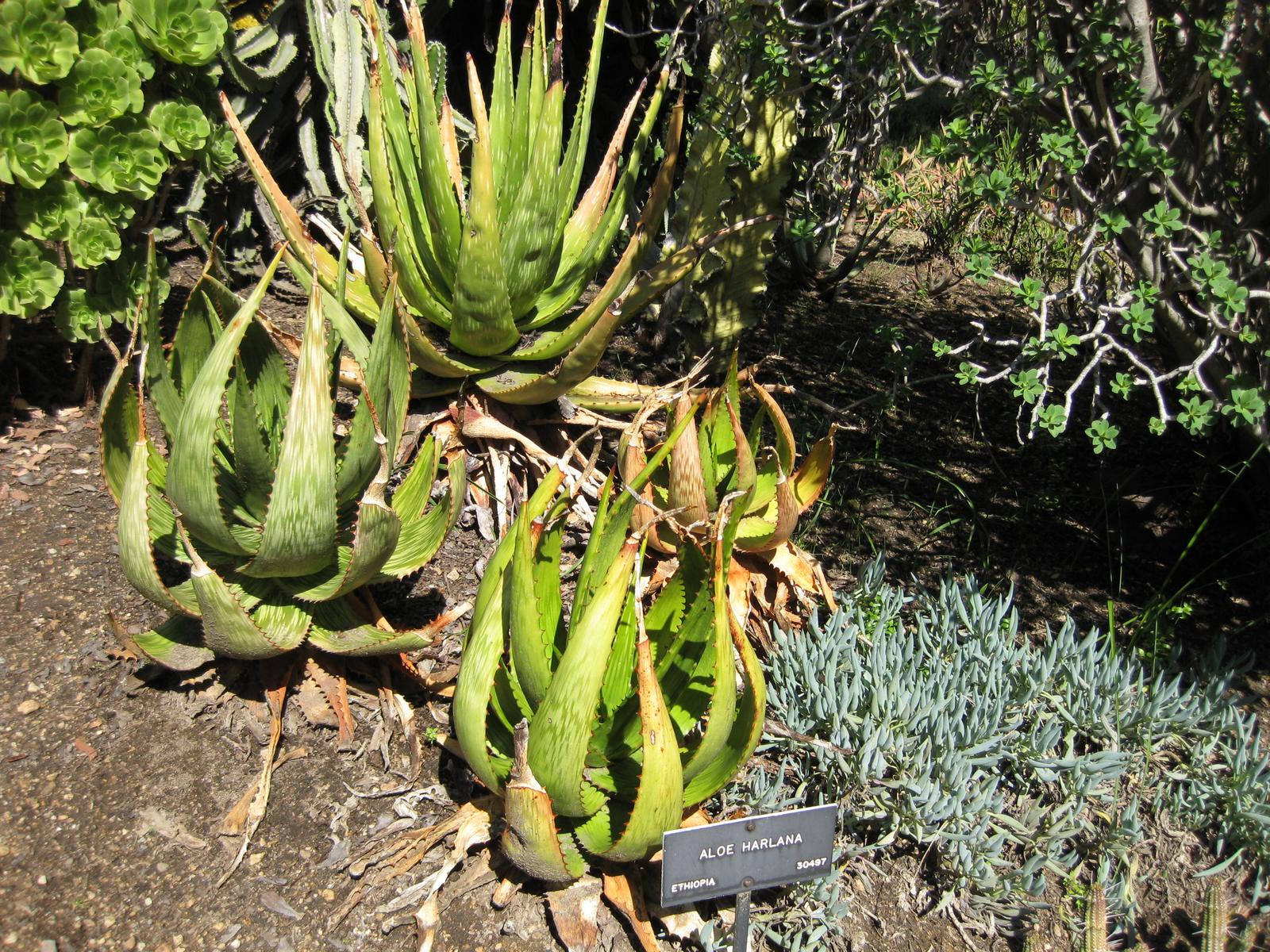
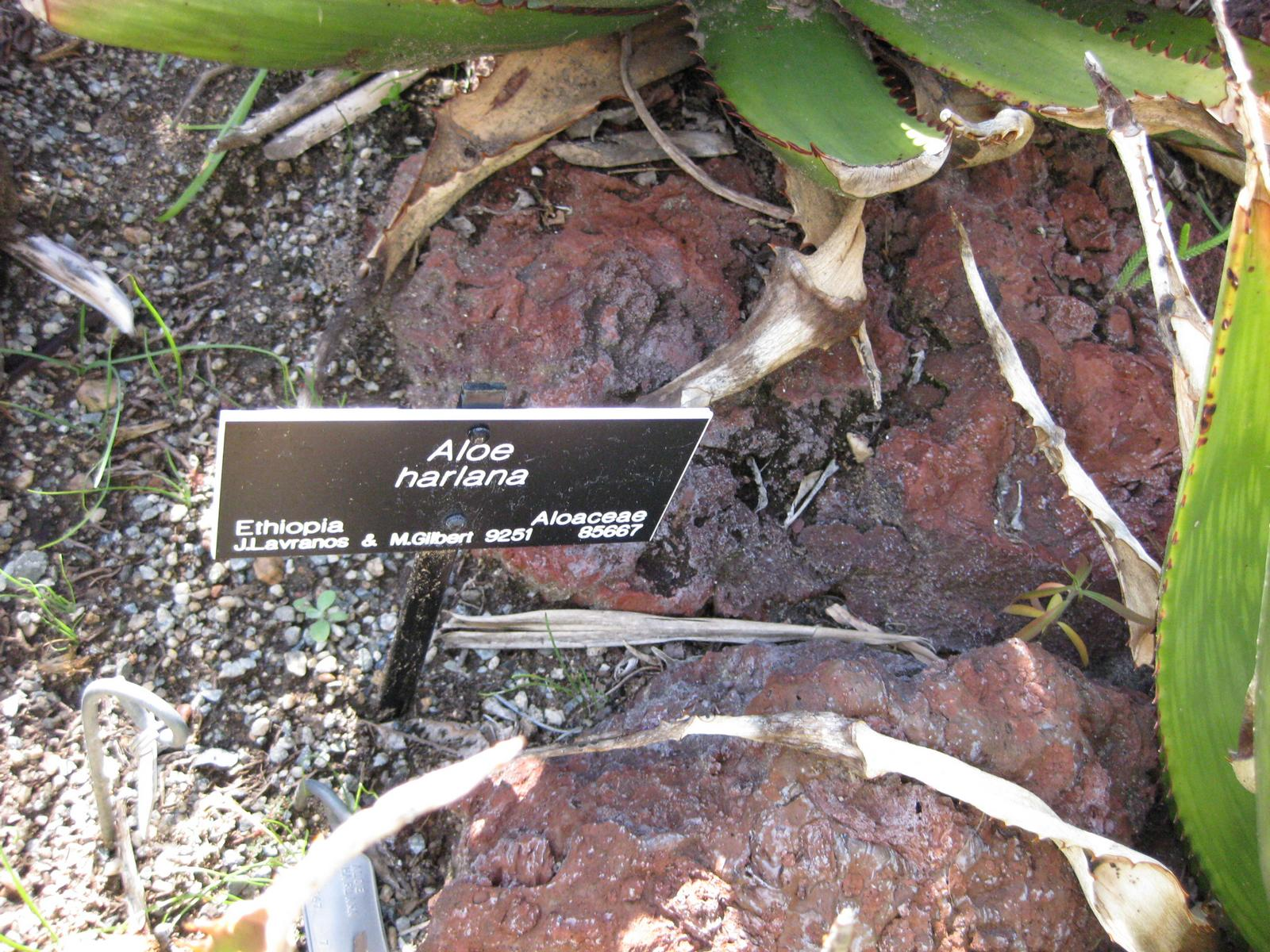